# Bernadette Dupont
Bernadette Dupont (ur. 6 grudnia 1936) – francuski polityk i członek Senatu Francji. Jest członkiem Unii na rzecz Ruchu Ludowego.